# 原夜光藻科
原夜光藻科（学名：Pronoctilucaceae）为裸甲藻目的一个科。

## 下级分类
本科包括以下属：
- Entomosigma J.Schiller, 1925
- 尖尾藻属 Oxyrrhis